# Córregos (Conceição do Mato Dentro)
Córregos é um distrito do município brasileiro de Conceição do Mato Dentro, no interior do estado de Minas Gerais. Segundo o censo demográfico de 2022, realizado pelo Instituto Brasileiro de Geografia e Estatística (IBGE), sua população era de 462 habitantes e havia 189 domicílios particulares permanentes ocupados. Possui área de 153,57 km² conforme a Fundação João Pinheiro (FJP).
De acordo com o IBGE, em 2010 a população era de 432 habitantes e havia 282 domicílios particulares.

## História e descrição
É o povoado mais antigo de Conceição do Mato Dentro, que, como a maioria dos antigos núcleos coloniais mineiros, nasceu e se desenvolveu em torno da extração do ouro. O povoamento se iniciou por volta de 1702, associado à chegada de bandeirantes. No passado era chamado de Nossa Senhora Aparecida de Córregos, sendo reconhecido como distrito pela lei provincial nº 902 de 8 de junho de 1858. Passou a se chamar Córregos em 1911.
A sede do distrito é tombada pelo Instituto Estadual do Patrimônio Histórico e Artístico de Minas Gerais (IEPHA). O casario em estilo colonial possui harmonia paisagística singular com os vales do entorno, por onde também passa o rio Santo Antônio. O ponto central de Córregos é a Praça da Matriz, onde se encontra a Igreja Matriz de Nossa Senhora Aparecida. O templo foi construído antes de 1722 e foi tombado pelo IEPHA em 1985. Outro marco é a Capela do Senhor dos Passos, que fica no alto de uma colina e também foi tombada pelo IEPHA em 1985.